# NBCUniversal Entertainment Japan
NBCUniversal Entertainment Japan LLC (NBCユニバーサル・エンターテイメントジャパン合同会社, Enubīshī Yunibāsaru Entāteimento Japan Gōdō-gaisha) anciennement Geneon Entertainment (ジェネオン エンタテインメント株式会社, Jeneon entateinmento kabushiki-gaisha), anciennement filiale Pioneer Corporation fondée en mars 1981, nommée Pioneer Entertainment puis Pioneer LDC, est une entreprise japonaise de production et de distribution d'anime et de divertissement (musique, jeu vidéo notamment). Elle possède également une importante branche américaine traduisant et distribuant des anime et des produits dérivés sur le territoire des États-Unis.
Pionneer LDC fut renommé Geneon à la suite de son acquisition par Dentsu en juillet 2003. Cette maison-mère, basée à Tokyo, est quant à elle spécialisée dans la publicité et le divertissement, cotée à la bourse de Tokyo.

## Liste des productions
2017
- Just Because!

2014
- Rage of Bahamut: Genesis

2007
- Dai Mahou Touge
- Hellsing Ultimate

2006
- Black Lagoon-2nd Season
- Busô Renkin
- Disgaea
- Fate/stay night
- Gakuen Heaven
- Higurashi no Naku Koro ni
- Joshikōsei
- Kirarin Revolution
- Muteki kanban musume
- Nishi no yoki kajo - Astraea Testament
- Otogi-Jushi Akazukin
- Soul Link

2005
- Bleu indigo
- Bokusatsu tenshi Dokuro-chan
- Comic Party Revolution
- Erementar gerad
- Ginyū mokushiroku Meine Liebe
- Ichigo Mashiro
- Kannazuki no Miko
- Kore ga watashi no goshujin-sama
- Love Pheromone
- Magical Canan
- Monsieur est servi
- Patalliro!
- Shakugan no Shana
- Starship Operators
- Tales of Phantasia
- The Skull Man
- ToHeart - Remember my memories
- ToHeart 2
- Yoroshiku Mechadock

2004
- Burn-Up Scramble
- Ergo Proxy
- Koi Kaze
- Ah! My Goddess

2003
- Mahoromatic: Summer Special

## Liste des titres vidéoludiques (partielle)
- Bounty Sword (1995, SNES)